# Sephena widena
Sephena widena är en insektsart som beskrevs av Medler 2000. Sephena widena ingår i släktet Sephena och familjen Flatidae. Inga underarter finns listade i Catalogue of Life.